# Amastus palmeri
Amastus palmeri là một loài bướm đêm thuộc phân họ Arctiinae, họ Erebidae.